# 베고냐 바르가스
베고냐 바르가스(Begoña Vargas, 1999년 12월 18일 ~ )는 스페인의 배우, 댄서이다.
1999년에 마드리드에서 태어났다. 10세에 로체스의 댄스스쿨에서 공부를 시작하여 이후 연기력 훈련을 시작했다.

## 출연 작품
- 알타 마르 (2019)
- 그집 (2020)